# Metrópolis (película de 2001)
Metrópolis (メトロポリス?), también conocida como Osamu Tezuka's Metropolis (Metrópolis de Ozamu Tezuka), es una película de anime ciberpunk del año 2001 basada en el manga del mismo nombre, escrito por Osamu Tezuka y publicado en 1949, que a su vez se inspira en Metrópolis de Fritz Lang. Está dirigida por Rintaro (Hayashi Shigeyuki) y guionizada por Katsuhiro Ōtomo.

## Sinopsis
Ambientada en una gran ciudad del futuro, Metrópolis, donde humanos y robots comparten el mismo suelo y donde las clases sociales dejan patente las desigualdades entre sus habitantes.
El detective privado japonés Shunsaku Ban y su sobrino Kenichi llegan a la ciudad de Metrópolis. La propia Metrópolis yace en una república no mencionada y puede describirse mejor como una plutocracia, donde un hombre llamado Duke Red (Conde Rojo) es el ciudadano más influyente. En el mundo excesivamente industrializado de Metrópolis, la inteligencia artificial ha evolucionado tanto, que los robots desarrollan todo tipo de tareas. A pesar de su inteligencia, los robots no poseen ninguno de los derechos que se le garantizan a los seres humanos. Para no infringirlos, no se les permite tener nombres humanos, ni viajar sin permiso especial entre los cuatro Niveles en los que Metrópolis se divide, viviendo en unas condiciones parecidas al apartheid.
Para proteger a los humanos de malvados robots, una organización de vigilantes llamada los Marduk y que ha creado un partido político, patrulla las calles de Metrópolis. Hombres fuertemente armados vestidos de rojo destruyen robots a placer. Es un secreto a voces que su fundador fue Duke Red.
Shunsaku y Kenichi buscan al Dr. Laughton, sospechoso de comerciar con órganos humanos. Ignoran que Duke Red le ha contratado para fabricar una robot extremadamente inteligente a imagen de su hija fallecida, Tima, destinada a acompañarle en el recientemente construido Zigurat, un montañoso edificio con propósitos militares.
El Dr. Laughton planea no entregar la androide, también llamada Tima, y huir de Metrópolis tras terminarla. Pero Rock, el hijo adoptivo de Duke Red y dirigente de los Marduk, descubre sus traicioneras intenciones y procede a matarlo a sangre fría, para después incendiar su laboratorio, intentando destruir todas las pistas, junto a Tima, en ese momento en animación suspendida.
Aun así Tima despierta durante el incendio y es salvada por Kenichi, El Dr. Laughton muere antes de que el detective pueda sacarlo de allí, pero logra sonsacarle información sobre un valioso libro de notas salvado de las llamas. Durante su escapada del edificio ardiendo, Tima y Kenichi caen por un alcantarillado, separándose del detective.
Así comienza para el detective una búsqueda de su sobrino. Tima y Kenichi son al mismo tiempo perseguidos por Rock, obsesionado en destruir a Tima, a causa de la relación de ésta con su padre adoptivo y el Zigurat.
Escapando de Rock, Tima y Kenichi tropiezan con Atlas, líder de un grupo de trabajadores desempleados que viven en la pobreza bajo la prístina superficie de Metrópolis. Demandan mejores condiciones de vida, al haber perdido sus trabajos debido a la mecanización, como los robots, y exigen de nuevo la redistribución de comida, detenida con la reciente construcción del Zigurat. Planean tomar las armas y lanzar un golpe de Estado contra el gobierno y derribar el Zigurat como una vez la ira de Yahveh derribó la torre de Babel. La revolución fracasa, Atlas muere, y Kenichi y Tima se reúnen con su tío, pero son sorprendidos por Rock, quien deja fuera de combate a Kenishi y herido a Ban. Llega el Red Duke y descubre que Tima está a salvo, cuando Rock le había dicho que tras el incendio no hubo sobrevivientes, por lo cual lo destituye del partido y le dice no querer volver a verlo nunca más. Se lleva a Tima y a Kenichi al Zigurat ya que planea colocar a Tima en el trono. Luego de pasar por varias situaciones, el detective, Tima y Kenichi se reúnen pero algo pasa: Rock reaparece y trata de matar a Tima, pero resulta herido. Tima ve el agujero de bala en su propio pecho y se da cuenta de que es un robot. Se sienta en el trono y trata de destruir a la humanidad creyendo que ese es su propósito y planea atacar las ciudades más importantes del mundo. Pero Kenichi la saca del trono, intentando salvar lo que el conoció como Tima y que ahora está desapareciendo con su ira. Tima, desfigurada, entra en una especie de frenesí, ya que al parecer ha perdido la memoria al recolectar mucha información sobre el mundo, atacando a todo lo que encuentra, incluso a Kenichi. 
Mientras el Zigurat se derrumba, Kenichi y Tima caen por un barranco y Kenichi, por amor trata de salvar a Tima a pesar de saber que la mujer que ama no es humana sino una máquina. Tima, de repente despierta de su frenesí y se da cuenta de la situación. Se deja caer para evitar destruir a la raza humana y queda cubierta por los escombros del edificio. El Duke Red, los guardias y el personal del Zigurat mueren al estallar una bomba que activa Rock para evitar que los robots mataran a su padrastro (a su vez que este también muere). Kenichi con la ayuda de otros robots empieza a recoger los escombros tratando de encontrar a Tima, cuando un viejo amigo robot le entrega el corazón de la misma. El detective vuelve a Japón mientras Kenichi decide quedarse en Metrópolis un tiempo más. En la escena final, entre los restos del edificio se puede ver una radio que Tima encontró en un basurero, la radio se enciende y se escucha la voz de Tima que pregunta: "¿Quién soy yo?".
Después de los créditos se puede ver una imagen de una tienda donde se lee "Kenichi & Tima Robot Company" lo que significa que Kenichi ha podido reconstruir a Tima y han abierto una tienda juntos.

## Música
La banda sonora de Metrópolis consiste principalmente en música jazz del estilo Nueva Orleans y música orquestal compuesta por Toshiyuki Honda. La canción «I Can't Stop Loving You» interpretada por Ray Charles fue usada durante la mayor parte de la escena final; cuando el zigurat es destruido, proyectando efectos de sonido solo audibles después de la escena. Esta canción no fue incluida en la banda sonora de la película. 

Todas las canciones escritas y compuestas por Toshiyuki Honda. 
| Metropolis Original Soundtrack |                                                                      |                 |          |  |
| N.º                            | Título                                                               | Escritor(es)    | Duración |  |
| 1.                             | «Metropolis»                                                         | Toshiyuki Honda | 4:08     |  |
| 2.                             | «Foreboding»                                                         | Toshiyuki Honda | 2:42     |  |
| 3.                             | «Ziggurat»                                                           | Toshiyuki Honda | 2:56     |  |
| 4.                             | «Going to "Zone"»                                                    | Toshiyuki Honda | 2:03     |  |
| 5.                             | «Sniper»                                                             | Toshiyuki Honda | 3:04     |  |
| 6.                             | «El Bombero»                                                         | Toshiyuki Honda | 2:20     |  |
| 7.                             | «Three-Faced of "Zone"»                                              | Toshiyuki Honda | 5:12     |  |
| 8.                             | «Zone Rhapsody»                                                      | Toshiyuki Honda | 2:18     |  |
| 9.                             | «Hide Out»                                                           | Toshiyuki Honda | 1:30     |  |
| 10.                            | «Run»                                                                | Toshiyuki Honda | 3:18     |  |
| 11.                            | «St. James Infirmary» (interpretada por Atsuki Kimura)               | Toshiyuki Honda | 3:02     |  |
| 12.                            | «Sympathy»                                                           | Toshiyuki Honda | 1:37     |  |
| 13.                            | «Snow»                                                               | Toshiyuki Honda | 6:53     |  |
| 14.                            | «Propaganda»                                                         | Toshiyuki Honda | 1:07     |  |
| 15.                            | «Chase»                                                              | Toshiyuki Honda | 2:18     |  |
| 16.                            | «Judgement»                                                          | Toshiyuki Honda | 1:36     |  |
| 17.                            | «Awakening»                                                          | Toshiyuki Honda | 1:39     |  |
| 18.                            | «Fury»                                                               | Toshiyuki Honda | 3:07     |  |
| 19.                            | «After All»                                                          | Toshiyuki Honda | 3:42     |  |
| 20.                            | «There'll Never Be Good-Bye» (interpretada por Minako "Mooki" Obata) | Toshiyuki Honda | 4:38     |  |
| 63 minutos                     |                                                                      |                 |          |  |